# وست گروو (آیووا)
وست گروو (به انگلیسی: West Grove) یک منطقهٔ مسکونی در ایالات متحده آمریکا است که در شهرستان دیویس، آیووا واقع شده‌است. وست گروو ۲۸۷٫۱۳ متر بالاتر از سطح دریا واقع شده‌است.